# Dean Potter
Pour les articles homonymes, voir Potter.
Dean Potter est un alpiniste, grimpeur, équilibriste et parachutiste américain né le 14 avril 1972 aux États-Unis et mort le 16 mai 2015  lors d'un accident de wingsuit au parc national de Yosemite (Californie). 
Il est connu pour ses escalades solo, sa pratique du BASE jump et du free base, c'est-à-dire grimper en solo intégral, mais avec un parachute. Il est aussi connu pour ses ascensions au Yosemite et en Patagonie.

## Biographie
En juillet 2006, Dean Potter grimpe en 34 heures et 57 minutes le Reticent Wall, l'un des passages les plus difficiles d'El Capitan, battant ainsi le précédent record de cinq jours. 
Il est initié à la slackline par Chongo (Charles Victor Tucker III). Potter se produit sur des lignes suspendues jusqu'à près de 1 000 mètres dans les airs.
Dean Potter est aussi le détenteur du record du vol en wingsuit sur la plus grande distance avec 5,8 km.
Dean Potter meurt le 16 mai 2015 avec son partenaire de saut Graham Hunt lors d'un accident de BASE jump dans le parc national de Yosemite près du Lost Arrow Spire en sautant de Taft Point.